# El Ixtépete
El sitio arqueológico El Ixtépete o Iztépete está ubicado al sur del municipio de Zapopan, Jalisco, México. La zona protegida es de 13 hectáreas, pero se piensa que el área total del asentamiento, con todo y zonas habitacionales, fue mucho mayor, extendiéndose por toda el área de El Colli y Santa Ana Tepetitlan. El sitio contiene tres estructuras arqueológicas, destacando entre ellas un basamento piramidal de 44 metros de base por 6 metros de altura. Dicho basamento consta de cinco etapas constructivas y dos ampliaciones. 
Está localizado junto a un cuerpo de agua denominado Arroyo Ixtépete o El Garabato. 
No se conoce a ciencia cierta el origen del pueblo que habitaba esta pirámide y sus alrededores. Se cree que el Ixtépete fue habitado entre los años 400 y 900. La presencia de talleres y casas sugiere que había una división de clases entre las élites políticas y religiosas y el pueblo llano de artesanos y agricultores.
Mucha gente suele ir a Ixtépete como sitio ceremonial para recibir la primavera. También se piensa que tiene relación con Teotihuacán, por los elementos arquitectónicos que posee, tales como el talud-tablero. Al respecto el arqueólogo Otto Schöndube se muestra prudente –por no decir que francamente escéptico- a la hora de suponer tal correspondencia: “La única relación que se ha encontrado, en un sentido formal, con Teotihuacán, es que una de las subestructuras de la pirámide tiene elemento arquitectónico que surgió y se desarrolló en toda su amplitud ahí: es lo que llaman los basamentos en talud y tablero.
Se ha escrito un libro intitulado "El Ixtepete: Zona arqueológica, estudio y exploraciones" por el Instituto Jalisciense de Antropología e Historia. Los Autores son Juan Gil Flores & César Sáenz.
En el mismo se puede encontrar un Plano general.
Este sitio se ha trabajado principalmente por los arqueólogos ([Luis Javier Galván Villegas]), Meredith Aronson, Rodolfo Fernández, César Sáenz, Daria Deraga y  Otto Schondube Baumbach.